# LaToya Greaves
LaToya Greaves (ur. 31 maja 1986) – jamajska lekkoatletka specjalizująca się w sprinterskich biegach przez płotki, olimpijka. Okazjonalnie biega także w sztafecie 4 × 100 metrów.
Jako juniorka, wielokrotnie stawała na podium CARIFTA Games. W 2003 roku zdobyła srebrny medal w biegu na 100 metrów przez płotki podczas mistrzostw świata juniorów w Sherbrooke. Stawała na podium mistrzostw panamerykańskich juniorów i młodzieżowych mistrzostw NACAC. W 2012 startowała na igrzyskach olimpijskich w Londynie. Medalistka mistrzostw kraju.

## Osiągnięcia
| Rok  | Impreza                                           | Miejsce    | Konkurencja                     | Lokata     | Wynik  |
| ---- | ------------------------------------------------- | ---------- | ------------------------------- | ---------- | ------ |
| 2001 | CARIFTA Games                                     | Bridgetown | bieg na 100 metrów przez płotki | 2. miejsce | 14,25  |
| 2002 | CARIFTA Games                                     | Nassau     | bieg na 100 metrów przez płotki | 1. miejsce | 14,14  |
| 2002 | CARIFTA Games                                     | Nassau     | bieg na 300 metrów przez płotki | 1. miejsce | 42,69  |
| 2002 | Mistrzostwa Ameryki Środkowej i Karaibów juniorów | Bridgetown | sztafeta 4 × 100 metrów         | 1. miejsce | 45,33  |
| 2003 | Mistrzostwa świata juniorów młodszych             | Sherbrooke | bieg na 100 metrów przez płotki | 2. miejsce | 13,49  |
| 2004 | CARIFTA Games                                     | Hamilton   | bieg na 100 metrów przez płotki | 1. miejsce | 13,77  |
| 2005 | CARIFTA Games                                     | Bacolet    | bieg na 100 metrów przez płotki | 1. miejsce | 13,82  |
| 2005 | Mistrzostwa panamerykańskie juniorów              | Windsor    | bieg na 100 metrów przez płotki | 1. miejsce | 13,38w |
| 2008 | Młodzieżowe mistrzostwa NACAC                     | Toluca     | bieg na 100 metrów przez płotki | 3. miejsce | 13,51  |
| 2008 | Młodzieżowe mistrzostwa NACAC                     | Toluca     | sztafeta 4 × 100 metrów         | 2. miejsce | 43,73  |
| 2012 | Igrzyska olimpijskie                              | Londyn     | bieg na 100 metrów przez płotki | DNS        | DNS    |

## Rekordy życiowe
- Bieg na 100 metrów – 11,98 (2010)
- Bieg na 60 metrów przez płotki (hala) – 8,21 (2008)
- Bieg na 100 metrów przez płotki – 12,77 (2012)

Greaves weszła w skład jamajskiej sztafety 4 x 100 m, która latem 2002 roku ustanowiła aktualny rekord CARIFTA Games w kategorii kadetek.